# Holtermannia damicornis
Holtermannia damicornis är en svampart som först beskrevs av Möller, och fick sitt nu gällande namn av Kobayasi 1937. Holtermannia damicornis ingår i släktet Holtermannia och familjen Tremellaceae.   Inga underarter finns listade i Catalogue of Life.